# Хаген, Карл Готфрид
Карл Готтфрид Хаген (нем. Karl Gottfried Hagen, 1749—1829) — прусский химик и ботаник.

## Жизнеописание
Карл Готтфрид Хаген родился 24 декабря 1749 года в городе Кёнигсберг в Восточной Пруссии. Отец Карла, Генрих, был аптекарем, приехавшим в Кёнигсберг в 1728 году. Карл Готтфрид учился в Альтштадтской гимназии к Кёнигсберге, 23 января 1769 поступил в Кёнигсбергский университет. После смерти отца в 1772 году Карл отправился в Берлин для сдачи экзамена на получение права владения аптекой. С 1773 по 1816 Карл был директором семейной аптеки. 28 сентября 1775 года Хаген стал доктором медицины в Кёнигсбергском университете. Затем он преподавал ботанику и химию, а позднее зоологию, минералогию и физику. В 1784 году Хаген женился на Иоганне Марии Рабе (1764—1829). У них было девять детей, пять из которых дожили до взрослых лет: Карл Генрих (1785—1856), Иоганн Фридрих (1788—1865), Август (1797—1880), Иоганна и Луиза Флорентина. В 1788 году он стал профессором медицины. В 1807 году Хаген стал доктором философии, а также профессором физики, химии и естественной истории. Хаген был знаком с Иммануилом Кантом. По словам Христиана Фридриха Рёйша, «Кант очень уважал Хагена за его великолепный характер и познания в физике, химии, фармации и ботанике». Карл Хаген скончался 2 марта 1829 года в возрасте 79 лет.
Некоторые образцы растений, собранные Карлом Хагеном в Берлинском ботаническом саду, хранятся в Гербарии Тунберга в Уппсальском университете.
Отец писателя и поэта Эрнеста Августа Хагена.  Зять учёного — физик Франц Эрнст Нейман, внуки — Карл Готфрид Нейман (1832–1925), профессор математики, Франц Эрнст Нейман (1834–1918), профессор патологии и гематологии, Фридрих Юлиус Нейман (1835–1910), профессор экономики.

## Роды растений, названные в честь К. Г. Хагена
- Hagenia J.F.Gmel., 1791 — Хагения
- Hagenia Moench, 1794 [syn.  Gypsophila L., 1753 — Гипсофила]
- Hagenia Eschw., 1824 [syn.  Anaptychia Körb., 1848 — Анаптихия]